# 敦布勒韋尼鄉 (蘇恰瓦縣)

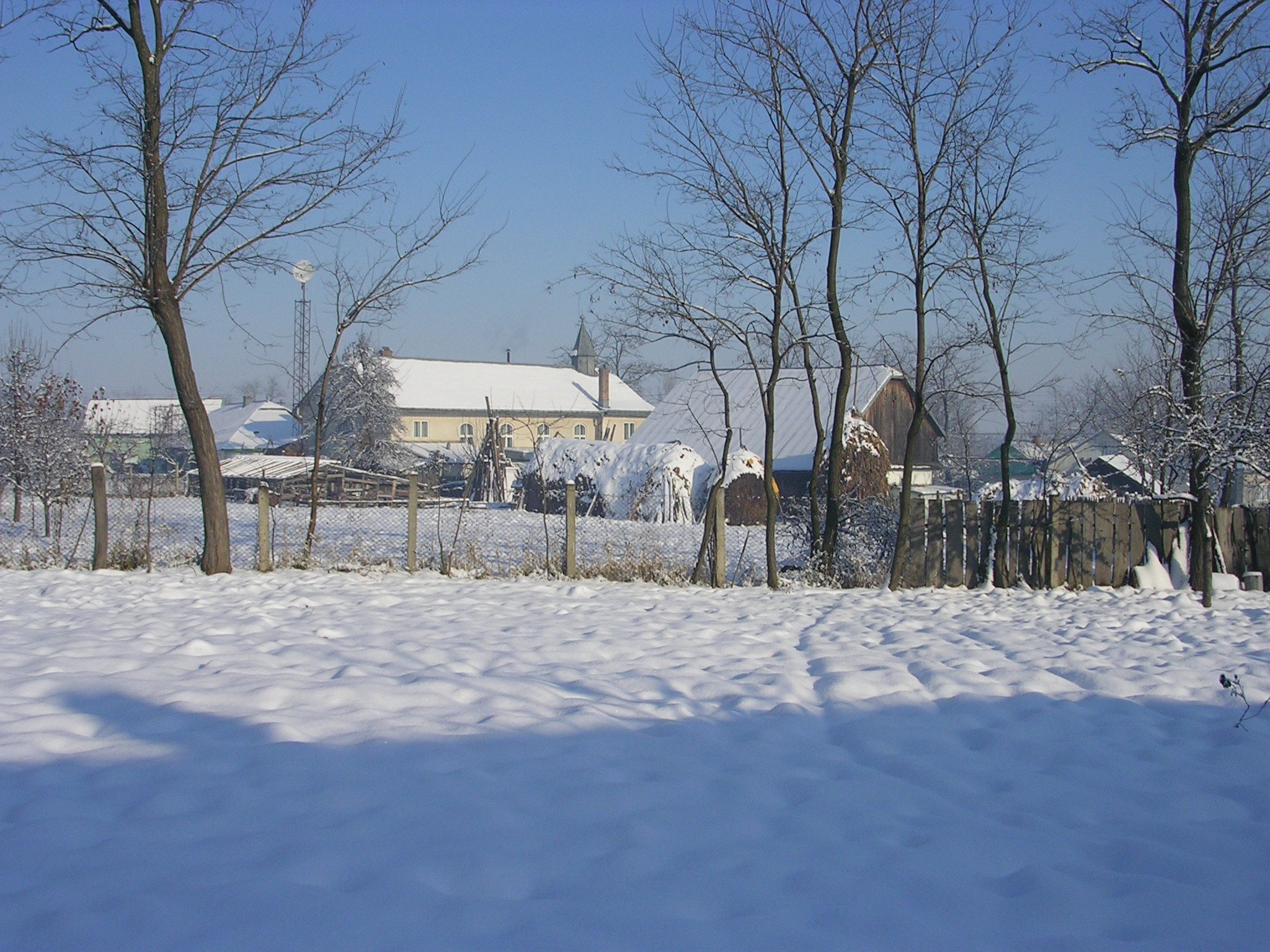

47°42′N 26°24′E / 47.700°N 26.400°E
敦布勒韋尼鄉（羅馬尼亞語：Comuna Dumbrăveni, Suceava），是羅馬尼亞的鄉份，位於該國東北部，由蘇恰瓦縣負責管轄，面積45平方公里，海拔高度283米，2007年人口8,911，人口密度每平方公里199人。